# Rudi Dutschke

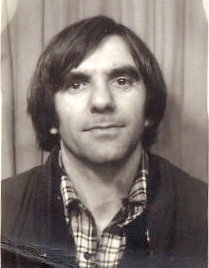
Rudi Dutschke

Rudi Dutschke, celým jménem Alfred Willi Rudolf Dutschke (7. března 1940 – 24. prosince 1979, Aarhus, Dánsko) byl německý sociolog, politický aktivista a jedna z nejznámějších osobností radikálně levicového studentského hnutí pozdních šedesátých let 20. století v západním Německu.

## Mládí v NDR
Dutschke se narodil v Schönefeldu u Luckenwalde (poblíž Berlína, na území pozdější NDR) jako syn poštovního úředníka. V blízkém Luckenwalde navštěvoval gymnázium a stal se členem evangelické mládeže a mládežnické organizace FDJ (obdoba ČSM). Po povstání v Maďarsku roku 1956 začal zastávat pozice demokratického socialismu s odstupem jak k USA tak i SSSR. Rok později se veřejně přihlásil k pacifismu a odmítl výkon vojenské služby (a veřejně k tomu vyzýval i jiné). Tím se dostal do rozporu s platnou ideologií NDR, po maturitě mu roku 1958 byla jeho žádost o studium sportu proto zamítnuta. Dutschke se vyučil obchodníkem a stále častěji navštěvoval Západní Berlín, kam krátce před stavbou berlínské zdi 1961 přesídlil.
V Západním Berlíně studoval Dutschke na Svobodné universitě (1961-1968) sociologii, etnologii, filosofii a dějiny, roku 1973 promoval (tématem promoce byl maďarský neortodoxní marxista György Lukács).

## Studentské hnutí
Během svého studia se nechal Dutschke ovlivnit Heideggerovým existencialismem, zejména pak marxistickými filosofy jako byl György Lukács, Ernst Bloch, zajímal se silně o tzv. kritickou teorii Frankfurtské školy (Theodor W. Adorno, Max Horkheimer, Herbert Marcuse), dále i o práce různých teologů (jeho pozdější manželka, Gretchen Klotz-Dutschke, studovala teologii).
Roku 1962 založil v Berlíně radikální skupinu Subverzivní akce (Subversive Aktion), se kterou roku 1964 vstoupil do Socialistického německého studentského svazu (SDS, Sozialistischer Deutscher Studentenbund). O rok později se stal jeho funkcionářem. Dutschke organizuje mnoho shromáždění a demonstrací proti válce ve Vietnamu a proti vytvoření velké koalice mezi SPD a CDU. Patří k hlavním iniciátorům mimoparlamentní opozice APO. V květnu 1966 organizuje spolu s SDS kongres o Vietnamu, který dočasně sjednotil mnoho proudů tehdejší západoněmecké levice a vyústil v do té doby největší demonstrace proti válce ve Vietnamu.
Napjatá situace eskalovala v červnu 1967 během návštěvy perského šáha Muhammada Rezy Pahlavího v Západním Berlíně. Během studentské demonstrace proti této návštěvě byl jedním západoberlínským policistou zastřelen student Benno Ohnesorg. V této době konflikty mezi bulvárním tiskem na jedné straně a mimoparlamentní opozicí eskalují. Rozbití oken v nakladatelství Axela Springera přirovnávají noviny tohoto nakladatelství ke křišťálové noci. Studentská opozice, která v minulosti obvinila (a též i několikrát prokázala) Springerovo nakladatelství ze lží a z organizování kampaní, které z jejího pohledu později vedly mimo jiné i k atentátu na R. Dutschkeho, vyhlašuje kampaň Enteignet Springer („vyvlastněte Springera“).

## Atentát

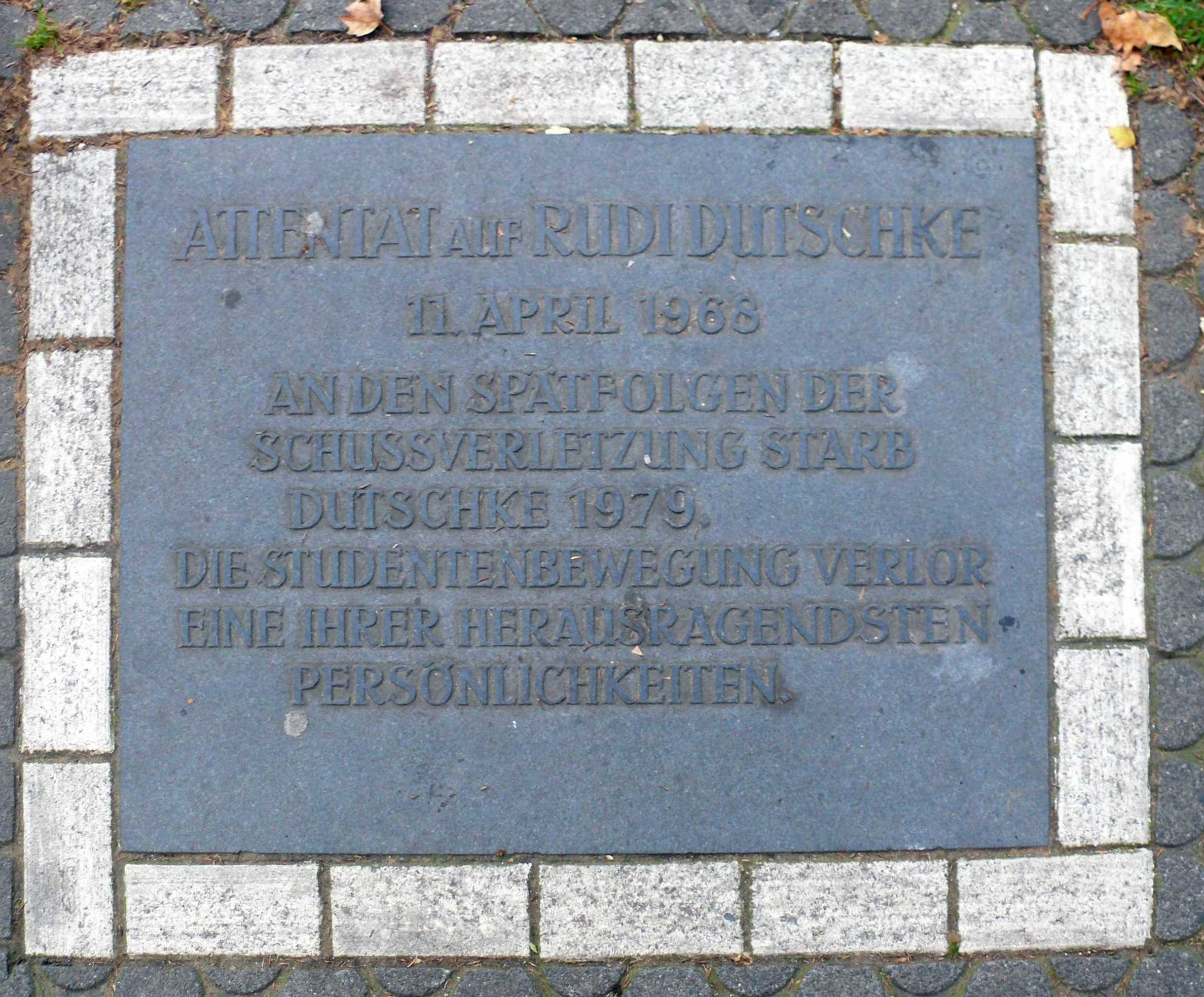
Pamětní deska v Berlíně na místě atentátu

Po těchto událostech došlo k zesílené kampani bulvárního tisku, zejména novin Springerova koncernu, proti studentskému hnutí. Na tomto pozadí došlo 11. dubna 1968 k atentátu na Dutschkeho, provedenému pomocným dělníkem Josefem Bachmannem, který byl znám jako pravicový radikál; atentát vyvolal mnoho mezinárodních protestů a bouřlivých demonstrací.
Rudi Dutschke atentát přežil s těžkým zraněním mozku, musel se dokonce znovu učit mluvit. Rekonvalescenci prožil ve Švýcarsku, Itálii a Velké Británii, kde se chtěl usadit a započal studium v Cambridgi, byl však britskými úřady kvůli údajné subverzivní činnosti vypovězen. Dutschke se posléze usadil v dánském Århusu, kde působil jako docent na tamější univerzitě.
Při svých cestách do Německa navázal v NDR kontakt s disidenty Wolfem Biermannem a Robertem Havemannem; roku 1978 se angažoval při založení západoněmecké strany Zelených.
Dutschke zemřel 24. prosince 1979 na následky atentátu (trpěl epilepsií). Své nekonvenční názory manifestoval i po narození svého prvního syna (z celkem tří dětí), který dostal jméno „Hosea-Che“ – po biblickém prorokovi Ozeášovi a kubánském revolucionáři Che Guevarovi.

## Dutschkeho pozice a názory
Názory Rudi Dutschkeho jsou některými vnímány jako velice kontroverzní. Někteří hovoří o nábožensky fundovaném socialismu, jiní (i zastánci západoněmecké levice) je označovali jako levicový fašismus a teoretický základ pozdější teroristické organizace RAF.[zdroj?] V každém případě byly silně provokující, přičemž ústředním pojmem zde byla otázka násilí.
Dutschke, sám velký kritik nejen monopolního kapitalismu, ale i diktatury sovětského ražení, sice zastával stanovisko, že v případě neřešitelnosti konfliktů (nereformovatelnost buržoazní společnosti, vykořisťování) je použití násilí legitimní, toto násilí lze však použít jen proti věcem (a represivnímu systému), ne proti jednotlivým lidem. Také vycházel z toho, že různé provokační akce mohou vycházet i z malých skupin (zprvu bez podpory obyvatelstva); takové akce pak motivují jiné, prozatím jen potenciálně revoluční skupiny a ústí v revoluční proces, podporovaný většinou; cílem společenské přeměny je pak socialistická republika rad.
Tím se odsadil nejen od pozdějších akcí teroristických skupin (jako RAF), chápajících revoluční proces jako atentáty (nejen) na představitele kapitalistického politického a hospodářského systému, ale i od několika tuctů skupin a tzv. stran převážně dogmaticky-maoistického ražení, které měly v sedmdesátých letech ve Spolkové republice konjunkturu.
Během roku 1968 se také výrazně zajímal o proces pražského jara v Československu a zúčastnil se různých diskusí na pražských fakultách.[zdroj?]

## Ulice Rudi Dutschkeho v Berlíně

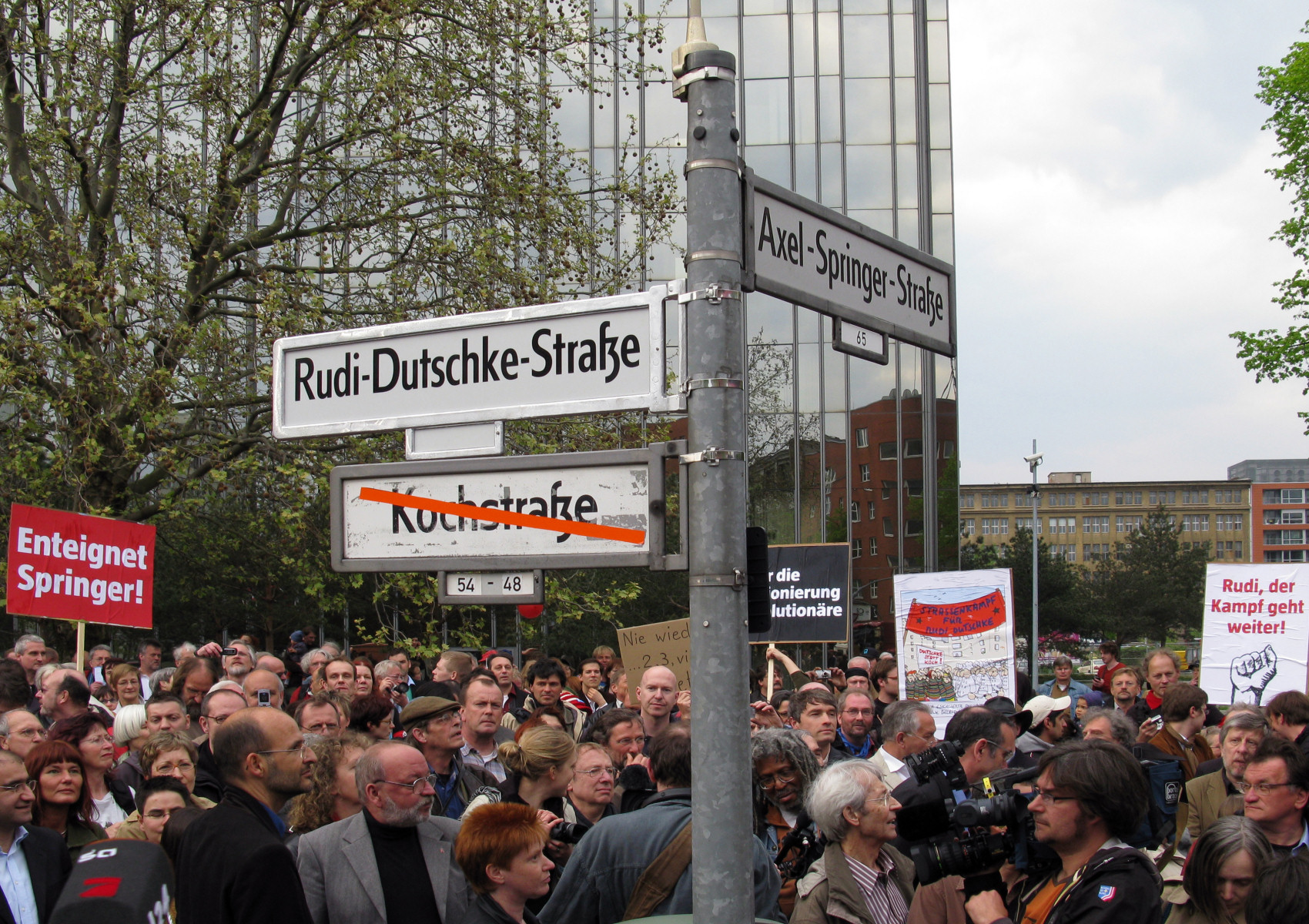
Rudi-Dutschke-Straße (Berlin-Kreuzberg, 2008)

Koncem roku 2004 navrhl západoberlínský levicový deník taz, přejmenovat část ulice Kochstraße ve čtvrti Kreuzberg u příležitosti 25. výročí úmrtí R. Dutschkeho na Rudi-Dutschke-Straße. Tento návrh byl oblastním parlamentem roku 2005 přijat. Uskutečněn však nebyl, protože se proti usnesení zformovala opozice části obyvatel, nakladatelství Axel Springer Verlag a strany CDU, která podala žádost o rozhodnutí hlasováním obyvatel.
Brizantnost situace je dána nejen tím, že původní návrh pochází od levicového deníku taz – který reprezentuje dodnes mínění tehdejší mimoparlamentní opozice; před několika lety se Springerově nakladatelství podařilo nechat přejmenovat část křižující ulice Lindenstraße na Axel-Springer-Straße – ústředí nakladatelství se tedy má v budoucnu nacházet na křižovatce Axel-Springer-Straße a Rudi-Dutschke-Straße (nakladatelství si ovšem již před nedávnem nechalo změnit poštovní adresu na postranní vchod v Axel-Springer-Straße – původní hlavní leží v budoucí Rudi-Dutschke-Straße).
21. ledna 2007 se ve čtvrti Kreuzberg-Friedrichshein konalo hlasování, ve kterém se téměř 58 procent voličů vyslovilo proti návrhu CDU zrušit přejmenování. Proti tomuto výsledku byla podána žaloba několika obyvatel a firem - patří k nim i nakladatelství Axela Springera samotné. Žaloba byla 9. května 2007 v první instanci správního soudu zamítnuta
.
Přesto právě skutečnost eskalace někdejších konfliktů může být důvodem k přejmenování, ne proti, jak ve svém rozsudku Správní soud zjistil: důvod k přejmenování vyplývá i ze společenských diskusí a konfliktů o úloze tisku v šedesátých letech, jehož antipody byly právě nakladatelství A. Springera a Rudi Dutschke.
22. dubna 2008 Vyšší správní soud v Berlíně povolil městu přejmenování ulice na Rudi-Dutschke-Strasse a to s odůvodněním, že tímto nedochází k porušení práv A. Springera.